# GGZ Friesland
GGZ Friesland is de grootste aanbieder van geestelijke gezondheidszorg in de Nederlandse provincie Friesland. De organisatie biedt hulp bij alle voorkomende psychische problemen. Op meer dan 160 locaties in heel Friesland werken ruim 2000 medewerkers. Zorgverleners zijn geregistreerd in het BIG-register en de behandelingen zijn gebaseerd op de landelijke behandelrichtlijnen.

## Historie
In 1997 fuseerde het Psychiatrisch Ziekenhuis Franeker met het Algemeen Psychiatrisch Ziekenhuis Zuid-Oost Friesland, RIAGG Friesland, RIBW Friesland en Kinder- en Jeugd Psychiatrisch Centrum Het Groene Hart. Daarmee ontstond het conglomeraat Stichting GGZ Friesland. Tegenwoordig worden op Groot Lankum door GGZ Friesland patiënten behandeld met een psychische stoornis en Anno 2010 is op Groot Lankum onder meer nog een verblijfsafdeling voor forensische psychiatrie en voor schizofreniepatiënten gevestigd.

## Behandelaanbod

### Crisisdienst
GGZ Friesland biedt crisisinterventie aan personen in een psychiatrische crisis zodat deze zo snel en zo goed mogelijk worden opgevangen. Indien noodzakelijk kan de patiënt direct opgenomen worden in een kliniek. De crisisdienst is 24 uur per dag telefonisch bereikbaar.

### Zorgprogramma's
GGZ Friesland werkt met zorgprogramma’s. Een dergelijk programma richt zich op de behandeling van één type aandoening middels een zorgplan, waarbij meerdere disciplines betrokken kunnen zijn. Iedere patiënt met dezelfde aandoening doorloopt een vaste structuur, ook wel genoemd ketenzorg  en geprotocolleerd werken. Middels indicatoren kan het verloop van de behandeling worden vastgesteld. Elk zorgprogramma bevat ook een onderdeel dat zich richt op preventie c.q. opsporing van risicogroepen.

### Hulpprogramma's
GGZ Friesland kent verschillende hulpprogramma's:
- Kinnik en jeugd GGZ, onderdeel van GGZ Friesland, biedt hulp aan kinderen en jongeren met psychische stoornissen of problemen.[2]
- MindUp biedt begeleid en/of beschermd wonen en werken voor mensen met een psychiatrische stoornis of psychosociale problematiek, die hen beperkt bij het wonen, werken en meedoen in de samenleving.
- Van Andel Ouderenpsychiatrie is er voor oudere mensen die last hebben van psychische problemen, waardoor ze zich beperkt voelen in hun dagelijks leven.
- Psychiatrie & licht verstandelijke beperking is er voor mensen met een licht verstandelijke beperking die moeite hebben met wat ze allemaal moeten doen en kunnen in de maatschappij. Hierdoor lopen ze vast en krijgen ze psychiatrische problemen.
- Herstelcentrum Friesland is een onderdeel van GGZ Friesland en biedt begeleiding, ondersteuning en invulling bij en aan het herstelproces van cliënten.

## Vestigingen
GGZ Friesland heeft vestigingen in Beetsterzwaag, Dokkum, Drachten, Franeker, Harlingen, Heerenveen, Leeuwarden, Oosterwolde, Sint Nicolaasga, Sneek, Suameer en Workum.